# Suur-Leppävaara
Suur-Leppävaara (en suédois : Stor-Alberga) est un des districts d'Espoo qui rassemble les quartiers de Karakallio, Kilo, Laaksolahti, Leppävaara, Lintuvaara, Lippajärvi, Sepänkylä, Viherlaakso.

## Présentation
Suur-Leppävaara a  67 814 habitants (31.12.2016).
Les districts limitrophes sont Pohjois-Espoo, Suur-Tapiola, Suur-Matinkylä et Vanha-Espoo. Leppävaara est le centre administratif de Suur-Leppävaara.